# Dichochrysa venosella
Dichochrysa venosella är en insektsart som först beskrevs av Peter Esben-Petersen 1920. 
Dichochrysa venosella ingår i släktet Dichochrysa och familjen guldögonsländor. Inga underarter finns listade i Catalogue of Life.